# Tetramerium oaxacanum
Tetramerium oaxacanum är en akantusväxtart som beskrevs av T.F. Daniel. Tetramerium oaxacanum ingår i släktet Tetramerium och familjen akantusväxter. Inga underarter finns listade i Catalogue of Life.